# Karl Fredrik Gustafsson
Karl Fredrik Gustafsson, född 20 oktober 1986, är en svensk florist, trädgårdsmästare och TV-personlighet.
Gustafsson är uppvuxen i Örebro men flyttade senare till Österlen i Skåne där han tillsammans med sin partner Petter Kjellén driver gården Eklaholm med en öppen trädgård och inredningsbutik. År 2020 hade livsstilsprogrammet Karl Fredrik på Österlen premiär på TV4. Programmet, som sändes i tre säsonger, fokuserar på trädgårdsarbete och blommor. År 2022 medverkade han i matlagningsprogrammet Sveriges mästerkock VIP. Gustafsson medverkar återkommande i media som trädgårdsexpert.
Gustafsson har gett ut två böcker på Bonnier Fakta: Karl Fredrik. Mitt blomsterår på Österlen (2022) och Karl Fredrik. Vårkänslor och trädgårdsmagi (2024).